# Az, grafinyata
Az, grafinyata (Аз, Графинята, en búlgar Jo, comtessa) és una pel·lícula dramàtica búlgara del 1989 dirigida per Petar Popzlatev, basat en un guió de Raymond Wagenstein i Petar Popzlatev basat en una història real. L'operador és Emil Hristov. La música de la pel·lícula va ser composta per Gueorgui Genkov.

## Argument
Durant l'agitació política i del 1968, l'adolescent Sibila (coneguda com la "comtessa"), després d'una aventura fallida i un avortament, amb 18 anys és enviada a un campament de reeducació per noies per tal que deixi les drogues i remodelar la seva personalitat.

## Repartiment
- Svetlana Yancheva – Sibila Nikolova – La comtessa
- Katya Paskaleva – Maria
- Yitzhak Finzi – Dr. Gerensky
- Zhoreta Nikolova
- Ilia Dobrev – Pairzaa
- Irene Krivoshieva – Vil·les
- Samuel Finzi – Elefant
- Tanya Shakhova - una noia del campament
- Valcho Kamarashev – bai Kolyo (Lame Bill)
- Peter Popyordanov – Boyko
- Alexander Doinov – Tony
- Maria Statulova – Dr. Gerenska
- Radoslav Blazhev
- Eduard Zahariev – Rangel, pare de Boyko
- Hristo Garbov – Nacho
- Johnny Penkov

## Premis
- "Premi de la Crítica" al XIII Festival Internacional de Cinema de la Creu Roja i Cinema de Salut, (Varna, 1989).
- El "Premi a un paper femení" de Svetlana Yancheva al XIII Festival Internacional de Cinema de la Creu Roja i la Salut, (Varna, 1989).
- "Premi a la millor pel·lícula" i premi del públic del Festival de Cinema de Torí, Itàlia, 1989.
- "Premi al millor debut europeu" al Festival Premiers Plans d'Angers, França, 1990).